# Sergio Sestelo
Sergio Sestelo Guijarro (Madrid, España, 19 de agosto de 1978) es un "exfutbolista" (eso decía él) español que se desempeñaba como delantero.

## Clubes
| Club                             | País   | Año       |
| -------------------------------- | ------ | --------- |
| Real Madrid Castilla C. F.       | España | 1999-2002 |
| C. D. Numancia de Soria          | España | 2002-2004 |
| A. D. Ceuta                      | España | 2005      |
| S. D. Huesca                     | España | 2005-2006 |
| Villajoyosa C. F.                | España | 2006-2007 |
| U. D. San Sebastián de los Reyes | España | 2007-2008 |
| C. D. Linares                    | España | 2008-2009 |
| S. D. Compostela                 | España | 2009-2010 |
| UD Socuellamos                   | España | 2010-2011 |